# El Ouricia
El Ouricia è un comune dell'Algeria, situato nella provincia di Sétif.